# رين إيكيدا
رين إيكيدا (باليابانية: 池田 廉) (مواليد 10 نوفمبر 1997) هو لاعب كرة قدم ياباني.

## وصلات خارجية
- رين إيكيدا على موقع رابطة كرة القدم اليابانية للمحترفين (اليابانية)
- رين إيكيدا على موقع قاعدة بيانات كرة القدم.إي يو (الإنجليزية)
- رين إيكيدا على موقع Soccerway.com (الإنجليزية)
- رين إيكيدا على موقع عالم كرة القدم.نت (الإنجليزية)